# 雪冤
雪冤（せつえん）
1. 無実の罪を晴らして、身の潔白を明らかにすること。
2. 大門剛明の推理小説。それを原作としたテレビドラマ。本稿で記述・説明する。

『雪冤』（せつえん）は、大門剛明による日本の推理小説。
2009年の第29回横溝正史ミステリ大賞で大賞とテレビ東京賞をダブルで受賞した作品でもある。当初の題名は「ディオニス死すべし」。
2010年には、テレビ東京とBSジャパンでテレビドラマ化された。

## あらすじ
平成5年の夏の初め、京都で殺人事件が起こる。被害者は、あおぞら合唱団に所属する長尾靖之と沢井恵美で、2人とも刺殺されていた。その容疑者として逮捕されたのは、2人が所属する合唱団の指揮者を務める八木沼慎一。慎一は一貫して容疑を否認し、裁判・法廷の場でも無罪を主張するも、最終的には死刑が確定し、慎一は死刑囚となってしまう。慎一の父は息子の無実を信じ、再審請求の署名集めに奔走するが、署名はなかなか集まらず時間ばかりが経過してしまう。
事件発生から15年後の時効寸前、そんな息子の冤罪・無実を訴える慎一の父の悦史の元に、“メロス”と名乗る人物から「自首したい。自分は共犯で、真犯人は“ディオニス”だ」と連絡が入ると同時に、このような告白を受ける。（実際は“ディオニス”について告白を受けるのは菜摘で、内容も「自首できないのはディオニスのせいだ」という表現であって、共犯だと直接言ってはいない。）
その後、死刑囚である慎一の死刑が執行され、慎一は亡くなってしまう。慎一の死により父は無力感に襲われるが、活動の継続を訴える支援者に助けられ、本当の犯人を見つけ出すことに成功する。

## テレビドラマ
テレビ東京系列では、2010年9月29日の21:00 - 22:54（JST）に、『水曜シアター9』の特別企画および同枠の最終作品として放送した。視聴率8.6%。BSジャパンでも、同年10月24日の21:00 - 22:54に放送された。
映画・NECO-HDにおいては、2023年5月15日の16:40-18:50に放送された。

### 出演
- 八木沼悦史 - 橋爪功
- 八木沼慎一 - 林泰文
- 石和洋次 - 吹越満
- 沢井菜摘 - 大和田美帆
- 沢井恵美 - 浜丘麻矢
- 河西治彦 - 本田大輔
- 長尾孝之 - 波岡一喜
- 長尾靖之 - 神木優
- 神谷実 - 木下ほうか
- 秋山梅蔵 - 鶴田忍
- 秋山鉄蔵 - 加藤武
- 元刑務官 - 石倉三郎
- 渡辺道徳 - 神山繁
- その他 - 朴璐美、吉見一豊、丸岡奨詞、野村昇史、山口眞司、小川剛生　ほか

### スタッフ
- 原作：大門剛明
- 脚本：西岡琢也
- 監督：黒沢直輔
- 音楽：栗山和樹
- 撮影：志賀葉一
- 選曲：合田麻衣子
- スタント：Gocoo
- 技術協力：フォーチュン
- 編集・MA：ブル
- ロケ協力：茨城フィルムコミッション、東京都水道局　ほか
- チーフプロデューサー：小川治
- プロデュース：橋本かおり、小畑良治、椿宣和
- 製作:テレビ東京、BSジャパン、角川映画